# Venture capital
Venture capital (VC)  – średnio- i długoterminowe inwestycje w przedsiębiorstwa niepubliczne znajdujące się we wczesnych fazach rozwoju realizowane przez wyspecjalizowane podmioty (fundusze venture capital). Inwestycje tego typu są obarczone wysokim ryzykiem niepowodzenia i zwykle połączone ze wsparciem menedżerskim dotyczącym optymalizacji procesów biznesowych czy podniesienia jakości zarządzania.
Celem inwestycji venture capital jest osiągnięcie zysku wynikającego z przyrostu wartości przedsiębiorstwa przez odsprzedaż jego akcji lub udziałów po upływie określonego czasu.

## Opis
Pierwszy fundusz venture capital, American Research & Development, założył w 1946 roku w Bostonie Georges F. Doriot. 
Inwestycja VC polega na zasileniu kapitałowym przedsiębiorstwa we wczesnej fazie rozwoju w zamian za objęcie przez fundusz VC części jego akcji lub udziałów. Jest m.in. jedną z najważniejszych form finansowania rozwoju i wzrostu startupów. Fundusz VC staje się w ten sposób współwłaścicielem spółki, którą finansuje. Forma i liczba akcji bądź udziałów, jaką otrzyma, wynika z negocjacji pomiędzy nim a właścicielami spółki.
Fundusz venture capital najczęściej uczestniczy w działaniach na rzecz rozwoju podmiotu, stając się w pewnym sensie partnerem przedsiębiorcy. Decydując się powierzyć przedsiębiorstwu kapitał, fundusz oczekuje możliwości ciągłego monitoringu sytuacji spółki, a często także dopuszczenia do zarządzania nią, np. przez delegowanie swojego przedstawiciela do rady nadzorczej lub zarządu tej spółki. Szczegóły dotyczące uprawnień zarządczych i nadzorczych funduszu ustalane są w trakcie negocjacji poprzedzających decyzję funduszu o zaangażowaniu finansowym w przedsiębiorstwo. Postanowienia dotyczące wzajemnych praw i obowiązków stron są istotnym elementem umowy inwestycyjnej. Zakres ingerencji funduszy venture capital w działalność finansowanych przez nie przedsiębiorstw może się znacznie różnić i zależy od wielu czynników (np. sytuacji finansowej spółki, etapu jej rozwoju).
Fundusz VC jest zwykle zakładany na 10 lat z możliwością przedłużenia do trzech rocznych okresów. W ostatnich latach działalności fundusz wycofuje zaangażowany kapitał oraz realizuje ewentualny zysk albo ponosi stratę. Najczęstszymi sposobami wyjścia z inwestycji są sprzedaż akcji lub udziałów w spółce inwestorowi branżowemu, innemu funduszowi venture capital lub private equity, założycielom spółki, a także wprowadzenie jej akcji na giełdę papierów wartościowych (tzw. pierwsza oferta publiczna, IPO). W przypadku niepowodzenia inwestycji może dojść do likwidacji spółki lub umorzenia jej udziałów (write-off).
Środki finansowe, którymi dysponują fundusze VC, pochodzą od niezależnych, pasywnych inwestorów (ang. limited partners, LPs).  Mogą to być zarówno osoby fizyczne, jak i przedsiębiorstwa. Inwestorem może być także państwo (często poprzez tzw. fundusze funduszy). Limited partners mają ograniczoną kontrolę nad działaniami funduszy VC (w szczególności nad podejmowanymi przez nie decyzjami inwestycyjnymi), jednocześnie nie ponoszą oni odpowiedzialności prawnej za działania funduszy. Funduszami VC zarządzają general partners. Są to członkowie najwyższego kierownictwa funduszy, którzy m.in. są odpowiedzialni za podejmowanie decyzji inwestycyjnych, zarządzanie inwestycjami w całym okresie okresie ich trwania oraz przekazywanie limited partners wypracowanego zwrotu. Zwykle wpłacają do funduszu 1−5 procent własnego kapitału. Jednocześnie pobierają roczną opłatę za zarządzanie, ustaloną jako odsetek od kapitału przekazanego przez limited partners. Jest to przeciętnie 2 procent rocznie. Opłata ta może się zmieniać w kolejnych latach funkcjonowania funduszu; może być wyższa w pierwszych latach, kiedy general partners poświęcają najwięcej czasu na selekcję okazji inwestycyjnych, i niższa w ostatnich latach funkcjonowania funduszu. General partners zatrzymują także część wypracowanych przez nich zwrotów z inwestycji (carried interest); są one ustalane przez fundusze VC na różnym poziomie. Często w umowach funduszy uwzględniana jest jednak tzw. stopa progowa (hurdle rate) wyznaczająca poziom zwrotu (w Stanach Zjednoczonych zwykle ok. 8 procent), poniżej którego zarządzającym nie przysługuje prawo do otrzymania carried interest.
Własne podmioty zależne realizujące inwestycje w tej formule (corporate venture capital, CVC) tworzą również przedsiębirostwa, przy czym banki, fundusze emerytalne, towarzystwa ubezpieczeń i fundusze inwestycyjne w niewielkim stopniu angażują się w inwestycje venture capital. Te podmioty są bardziej zainteresowane inwestycjami w przedsiębiorstwa znajdujące się na dalszych etapach rozwoju, w tym inwestycjami wykupów (buyouts).
Początkowo inwestorzy składają jedynie zobowiązania do przekazania funduszowi środków finansowych (commitment). Transfer tych środków następuje w chwili, gdy fundusz venture capital wzywa inwestorów do wniesienia kapitału (capital calls, drawdowns).

### Współpraca funduszuventure capitalz finansowaną spółką
Wprowadzenie do spółki inwestora finansowego w postaci funduszu venture capital budzi wśród wielu przedsiębiorców poważne obawy. Z jednej strony właściciele tracą bowiem część władzy w spółce, muszą pogodzić się ze zmianami sposobu zarządzania nią i koniecznością konsultowania z funduszem ważnych decyzji, z drugiej strony otrzymują od niego kapitał i wsparcie menedżerskie . Współpraca z funduszem venture capital oznacza też konieczność terminowego raportowania mu wyników finansowych spółki oraz informowania o istotnych zdarzeniach związanych z jej działalnością.
Fundusze podejmują decyzję o zaangażowaniu finansowym w daną spółkę po dokonaniu szczegółowej oceny jej działalności i perspektyw rozwoju. W celu określenia wartości spółki oraz potencjału jej rozwoju fundusz VC sprawdza i analizuje jej działalność. Jeśli wstępna analiza spółki spotka się z zainteresowaniem funduszu, jej właściciele muszą dostarczyć mu bardziej szczegółowych informacji. W przypadku spółek znajdujących się na późniejszym etapie rozwoju podstawą do dalszych rozmów może być biznesplan, który powinien zawierać m.in.: opis przedsiębiorstwa i jego historię, opis produktów i usług świadczonych przez przedsiębiorstwo, analizę rynku, na którym działa, strategię sprzedaży i marketingu, opis osób zajmujących kluczowe stanowiska, historyczne oraz prognozowane dane finansowe.

## Venture capitalaprivate equity
Pojęcie venture capital jest niekiedy (błędnie) stosowane zamiennie z terminem private equity. Zgodnie z nomenklaturą Europejskigo Stowarzyszenia Private Equity i Venture Capital (European Private Equity & Venture Capital Association) inwestycje venture capital są podzbiorem inwestycji private equity i obejmują inwestycje znajdujące się na wczesnych etapach rozwoju, tj. etapie zalążkowym, startu oraz wczesnej ekspansji (odpowiednio: seed, startup i later stage venture). Zamienne stosowanie tych pojęć nie jest zatem poprawne. W polskojęzycznej literaturze naukowej inwestycje private equity są także określane mianem „inwestycji podwyższonego ryzyka” lub „inwestycji wysokiego ryzyka”.